# IBSF-Snookerweltmeisterschaft
Die IBSF-Snookerweltmeisterschaft der Herren (früher Amateurweltmeisterschaft; engl. IBSF World Snooker Championship bzw. World Amateur Championship) ist ein Snookerturnier, das seit 1963 ausgetragen wird. Das Turnier ist nicht mit der „regulären“ Snookerweltmeisterschaft der World Snooker Tour zu verwechseln.

## Geschichte
Austragender Verband war zunächst die Billiards Association, ab 1974 dann die International Billiards & Snooker Federation.
Von 1966 bis 1984 wurde das Turnier alle zwei Jahre ausgetragen, im jährlichen Wechsel mit der IBSF World Billiards Championship in der dem Snooker verwandten Spielart English Billards. Ab 1984 erfolgte der Wechsel in einen jährlichen Rhythmus. 2001 sollte die WM in Ägypten stattfinden, aufgrund des Afghanistankriegs wurde jedoch auf eine Austragung verzichtet. 2005 verhinderte ein Erdbeben in Kaschmir die geplante Austragung in Pakistan. Im Februar/März 2006 wurde stattdessen ein Ersatzturnier unter dem Namen IBSF World Grand Prix ausgetragen, dessen Sieger allerdings nicht als Weltmeister bezeichnet wird.
Teilnahmeberechtigt waren zunächst nur Amateure. Anfang der neunziger Jahre wurden die Anforderungen für den Profistatus vom Weltverband gelockert und die Regeln für die IBSF-Weltmeisterschaft geändert, so dass auch Spieler aus den hinteren Regionen der Snookerweltrangliste teilnahmeberechtigt waren. 1997 wurde der Profistatus abermals geändert, so dass nur ein Feld von 96 bis 128 Spieler die Möglichkeit zur Teilnahme an der Qualifikation zu den großen Turnieren hat (Snooker Main Tour) und alle Spieler, die nicht auf der Main Tour spielen, Amateurstatus haben (und somit teilnahmeberechtigt für die IBSF-WM sind).
Der Sieg bei der IBSF-Weltmeisterschaft war bis 2016 zugleich eine von mehreren Möglichkeiten, sich für die Profitour zu qualifizieren.
Rekordsieger sind mit jeweils 3 Titeln der Inder Pankaj Advani und Mohammed Asif aus Pakistan. Jüngster Weltmeister wurde 2014 der Chinese Yan Bingtao mit 14 Jahren und neun Monaten.

## Die Turniere im Überblick
| Jahr | Austragungsort                       | Sieger                                       | Ergebnis                                     | Finalist                                     | Halbfinalisten                               |
| ---- | ------------------------------------ | -------------------------------------------- | -------------------------------------------- | -------------------------------------------- | -------------------------------------------- |
| 1963 | Kalkutta                             | Gary Owen                                    | –                                            | Frank Harris                                 | Mohammed Lafir                               |
| 1963 | Kalkutta                             | Gary Owen                                    | –                                            | Frank Harris                                 | Tony Monteiro                                |
| 1966 | Karatschi                            | Gary Owen                                    | –                                            | John Spencer                                 | John Barrie                                  |
| 1966 | Karatschi                            | Gary Owen                                    | –                                            | John Spencer                                 | Mohammed Lafir                               |
| 1968 | Sydney                               | David Taylor                                 | 8:7                                          | Max Williams                                 | Paddy Morgan                                 |
| 1968 | Sydney                               | David Taylor                                 | 8:7                                          | Max Williams                                 | Jimmy van Rensberg                           |
| 1970 | Edinburgh                            | Jonathan Barron                              | 11:7                                         | Sid Hood                                     | Paul Mifsud                                  |
| 1970 | Edinburgh                            | Jonathan Barron                              | 11:7                                         | Sid Hood                                     | Desmond May                                  |
| 1972 | Cardiff                              | Ray Edmonds                                  | 11:10                                        | Mannie Francisco                             | Jonathan Barron                              |
| 1972 | Cardiff                              | Ray Edmonds                                  | 11:10                                        | Mannie Francisco                             | Arvind Savur                                 |
| 1974 | Dublin                               | Ray Edmonds                                  | 11:9                                         | Geoff Thomas                                 | Eddie Sinclair                               |
| 1974 | Dublin                               | Ray Edmonds                                  | 11:9                                         | Geoff Thomas                                 | Pascal Burke                                 |
| 1976 | Johannesburg                         | Doug Mountjoy                                | 11:1                                         | Paul Mifsud                                  | Silvino Francisco                            |
| 1976 | Johannesburg                         | Doug Mountjoy                                | 11:1                                         | Paul Mifsud                                  | Jimmy van Rensberg                           |
| 1978 | Rabat                                | Cliff Wilson                                 | 11:5                                         | Joe Johnson                                  | Kirk Stevens                                 |
| 1978 | Rabat                                | Cliff Wilson                                 | 11:5                                         | Joe Johnson                                  | Kevin Burles                                 |
| 1980 | Launceston                           | Jimmy White                                  | 11:2                                         | Ron Atkins                                   | Paul Mifsud                                  |
| 1980 | Launceston                           | Jimmy White                                  | 11:2                                         | Ron Atkins                                   | Arvind Savur                                 |
| 1982 | Calgary                              | Terry Parsons                                | 11:8                                         | Jim Bear                                     | Wayne Jones                                  |
| 1982 | Calgary                              | Terry Parsons                                | 11:8                                         | Jim Bear                                     | Joe Grech                                    |
| 1984 | Malahide                             | Omprakesh Agrawal                            | 11:7                                         | Terry Parsons                                | Jon Wright                                   |
| 1984 | Malahide                             | Omprakesh Agrawal                            | 11:7                                         | Terry Parsons                                | Chris Archer                                 |
| 1985 | Blackpool                            | Paul Mifsud                                  | 11:6                                         | Dilwyn John                                  | Joe Grech                                    |
| 1985 | Blackpool                            | Paul Mifsud                                  | 11:6                                         | Dilwyn John                                  | Robert Marshall                              |
| 1986 | Invercargill                         | Paul Mifsud                                  | 11:9                                         | Kerry Jones                                  | Gay Burns                                    |
| 1986 | Invercargill                         | Paul Mifsud                                  | 11:9                                         | Kerry Jones                                  | Geoff Grennan                                |
| 1987 | Bangalore                            | Darren Morgan                                | 11:4                                         | Joe Grech                                    | Alain Robidoux                               |
| 1987 | Bangalore                            | Darren Morgan                                | 11:4                                         | Joe Grech                                    | Geet Sethi                                   |
| 1988 | Sydney                               | James Wattana                                | 11:8                                         | Barry Pinches                                | Jason Peplow                                 |
| 1988 | Sydney                               | James Wattana                                | 11:8                                         | Barry Pinches                                | Drew Henry                                   |
| 1989 | Singapur                             | Ken Doherty                                  | 11:2                                         | Jonathan Birch                               | Franky Chan                                  |
| 1989 | Singapur                             | Ken Doherty                                  | 11:2                                         | Jonathan Birch                               | Tom Finstad                                  |
| 1990 | Colombo                              | Stephen O’Connor                             | 11:8                                         | Steve Lemmens                                | Bjørn L’Orange                               |
| 1990 | Colombo                              | Stephen O’Connor                             | 11:8                                         | Steve Lemmens                                | Joe Swail                                    |
| 1991 | Bangkok                              | Noppadon Noppachorn                          | 11:9                                         | Dominic Dale                                 | Jason Watson                                 |
| 1991 | Bangkok                              | Noppadon Noppachorn                          | 11:9                                         | Dominic Dale                                 | Joe Canny                                    |
| 1992 | Buġibba                              | Neil Mosley                                  | 11:2                                         | Leonardo Andam                               | Yao Kam Wai                                  |
| 1992 | Buġibba                              | Neil Mosley                                  | 11:2                                         | Leonardo Andam                               | Johnny Kemp                                  |
| 1993 | Karatschi                            | Tai Pichit                                   | 11:6                                         | Rom Surin                                    | Patrick Wallace                              |
| 1993 | Karatschi                            | Tai Pichit                                   | 11:6                                         | Rom Surin                                    | Graeme Dott                                  |
| 1994 | Johannesburg                         | Mohammed Yousuf                              | 11:9                                         | Jóhannes R. Jóhannesson                      | Andrew Hicks                                 |
| 1994 | Johannesburg                         | Mohammed Yousuf                              | 11:9                                         | Jóhannes R. Jóhannesson                      | Somporn Kanthawang                           |
| 1995 | Bristol                              | Sakchai Sim Ngam                             | 11:5                                         | David Lilley                                 | David Gray                                   |
| 1995 | Bristol                              | Sakchai Sim Ngam                             | 11:5                                         | David Lilley                                 | Rom Surin                                    |
| 1996 | New Plymouth                         | Stuart Bingham                               | 11:5                                         | Stan Gorski                                  | Steve Lemmens                                |
| 1996 | New Plymouth                         | Stuart Bingham                               | 11:5                                         | Stan Gorski                                  | Johl Younger                                 |
| 1997 | Bulawayo                             | Marco Fu                                     | 11:10                                        | Stuart Bingham                               | Guo Hua                                      |
| 1997 | Bulawayo                             | Marco Fu                                     | 11:10                                        | Stuart Bingham                               | Stephen Maguire                              |
| 1998 | Guangzhou                            | Luke Simmonds                                | 11:10                                        | Ryan Day                                     | Saleh Mohammadi                              |
| 1998 | Guangzhou                            | Luke Simmonds                                | 11:10                                        | Ryan Day                                     | Joe Grech                                    |
| 1999 | Port Moresby                         | Ian Preece                                   | 11:8                                         | David Lilley                                 | Luke Simmonds                                |
| 1999 | Port Moresby                         | Ian Preece                                   | 11:8                                         | David Lilley                                 | Björn Haneveer                               |
| 2000 | Changchun                            | Stephen Maguire                              | 11:5                                         | Luke Fisher                                  | Robin Hull                                   |
| 2000 | Changchun                            | Stephen Maguire                              | 11:5                                         | Luke Fisher                                  | Shaun Murphy                                 |
| 2001 | Agypten                              | abgesagt aufgrund des Krieges in Afghanistan | abgesagt aufgrund des Krieges in Afghanistan | abgesagt aufgrund des Krieges in Afghanistan | abgesagt aufgrund des Krieges in Afghanistan |
| 2002 | Kairo                                | Steve Mifsud                                 | 11:6                                         | Tim English                                  | Ding Junhui                                  |
| 2002 | Kairo                                | Steve Mifsud                                 | 11:6                                         | Tim English                                  | Joe Meara                                    |
| 2003 | Jiangmen                             | Pankaj Advani                                | 11:6                                         | Saleh Mohammadi                              | Brendan O’Donoghue                           |
| 2003 | Jiangmen                             | Pankaj Advani                                | 11:6                                         | Saleh Mohammadi                              | Mark Allen                                   |
| 2004 | Veldhoven                            | Mark Allen                                   | 11:6                                         | Steve Mifsud                                 | David Lilley                                 |
| 2004 | Veldhoven                            | Mark Allen                                   | 11:6                                         | Steve Mifsud                                 | Habib Subah                                  |
| 2005 | Pakistan                             | abgesagt aufgrund des Erdbebens in Kaschmir  | abgesagt aufgrund des Erdbebens in Kaschmir  | abgesagt aufgrund des Erdbebens in Kaschmir  | abgesagt aufgrund des Erdbebens in Kaschmir  |
| 2006 | Prestatyn                            | Michael White                                | 10:5                                         | Mark Boyle                                   | Alok Kumar                                   |
| 2006 | Prestatyn                            | Michael White                                | 10:5                                         | Mark Boyle                                   | Lasse Münstermann                            |
| 2006 | Amman                                | Kurt Maflin                                  | 11:8                                         | Daniel Ward                                  | Atthasit Mahitthi                            |
| 2006 | Amman                                | Kurt Maflin                                  | 11:8                                         | Daniel Ward                                  | Manan Chandra                                |
| 2007 | Nakhon Ratchasima                    | Atthasit Mahitthi                            | 11:7                                         | Passakorn Suwannawat                         | Björn Haneveer                               |
| 2007 | Nakhon Ratchasima                    | Atthasit Mahitthi                            | 11:7                                         | Passakorn Suwannawat                         | Mohammed Shehab                              |
| 2008 | Wels                                 | Thepchaiya Un-Nooh                           | 11:7                                         | Colm Gilcreest                               | Xiao Guodong                                 |
| 2008 | Wels                                 | Thepchaiya Un-Nooh                           | 11:7                                         | Colm Gilcreest                               | Soheil Vahedi                                |
| 2009 | Hyderabad                            | Alfie Burden                                 | 10:8                                         | Igor Figueiredo                              | Philip Williams                              |
| 2009 | Hyderabad                            | Alfie Burden                                 | 10:8                                         | Igor Figueiredo                              | Yu Delu                                      |
| 2010 | Damaskus                             | Dechawat Poomjaeng                           | 10:7                                         | Pankaj Advani                                | Noppadon Sangnil                             |
| 2010 | Damaskus                             | Dechawat Poomjaeng                           | 10:7                                         | Pankaj Advani                                | Rodney Goggins                               |
| 2011 | Bangalore                            | Hossein Vafaei                               | 10:9                                         | Lee Walker                                   | Kamal Chawla                                 |
| 2011 | Bangalore                            | Hossein Vafaei                               | 10:9                                         | Lee Walker                                   | Pankaj Advani                                |
| 2012 | Sofia                                | Muhammad Asif                                | 10:8                                         | Gary Wilson                                  | Alex Borg                                    |
| 2012 | Sofia                                | Muhammad Asif                                | 10:8                                         | Gary Wilson                                  | Noppon Saengkham                             |
| 2013 | Daugavpils                           | Zhou Yuelong                                 | 8:4                                          | Zhao Xintong                                 | Lee Walker                                   |
| 2013 | Daugavpils                           | Zhou Yuelong                                 | 8:4                                          | Zhao Xintong                                 | Muhammad Sajjad                              |
| 2014 | Bangalore                            | Yan Bingtao                                  | 8:7                                          | Muhammad Sajjad                              | Kritsanut Lertsattayathorn                   |
| 2014 | Bangalore                            | Yan Bingtao                                  | 8:7                                          | Muhammad Sajjad                              | Zhao Xintong                                 |
| 2015 | Hurghada                             | Pankaj Advani                                | 8:6                                          | Zhao Xintong                                 | Lukas Kleckers                               |
| 2015 | Hurghada                             | Pankaj Advani                                | 8:6                                          | Zhao Xintong                                 | Ben Jones                                    |
| 2016 | Doha                                 | Soheil Vahedi                                | 8:1                                          | Andrew Pagett                                | Declan Brennan                               |
| 2016 | Doha                                 | Soheil Vahedi                                | 8:1                                          | Andrew Pagett                                | Pankaj Advani                                |
| 2017 | Doha                                 | Pankaj Advani                                | 8:2                                          | Amir Sarkhosh                                | Florian Nüßle                                |
| 2017 | Doha                                 | Pankaj Advani                                | 8:2                                          | Amir Sarkhosh                                | Ehsan Heydari Nezhad                         |
| 2018 | Rangun                               | Chang Bingyu                                 | 8:3                                          | He Guoqiang                                  | Thanawat Tirapongpaiboon                     |
| 2018 | Rangun                               | Chang Bingyu                                 | 8:3                                          | He Guoqiang                                  | Kevin Hanssens                               |
| 2019 | Antalya                              | Muhammad Asif                                | 8:5                                          | Jefrey Roda                                  | Kritsanut Lertsattayathorn                   |
| 2019 | Antalya                              | Muhammad Asif                                | 8:5                                          | Jefrey Roda                                  | Pang Junxu                                   |
| 2020 | keine Austragung (COVID-19-Pandemie) | keine Austragung (COVID-19-Pandemie)         | keine Austragung (COVID-19-Pandemie)         | keine Austragung (COVID-19-Pandemie)         | keine Austragung (COVID-19-Pandemie)         |
| 2021 | Doha                                 | Ahsan Ramzan                                 | 6:5                                          | Amir Sarkhosh                                | Muhammad Asif                                |
| 2021 | Doha                                 | Ahsan Ramzan                                 | 6:5                                          | Amir Sarkhosh                                | Muhammad Sajjad                              |
| 2022 | Antalya                              | Lim Kok Leong                                | 5:0                                          | Amir Sarkhosh                                | Babar Masih                                  |
| 2022 | Antalya                              | Lim Kok Leong                                | 5:0                                          | Amir Sarkhosh                                | Robin Hull                                   |
| 2023 | Doha                                 | Ali Al Obaidli                               | 6:1                                          | Cheung Ka Wai                                | Deng Haohui                                  |
| 2023 | Doha                                 | Ali Al Obaidli                               | 6:1                                          | Cheung Ka Wai                                | Michael Georgiou                             |
| 2024 | Doha                                 | Muhammad Asif                                | 5:3                                          | Ali Gharahgozlou                             | Michael Georgiou                             |
| 2024 | Doha                                 | Muhammad Asif                                | 5:3                                          | Ali Gharahgozlou                             | Mahmoud El Hareedy                           |